# Vecoux
Vecoux est une commune française de moyenne montagne située dans le département des Vosges, en région Grand Est. Elle marque la limite Sud de l'aire urbaine de Remiremont dont elle fait partie.
Ses habitants sont appelés les Picosés. Ce gentilé est partagé avec les voisins de Dommartin-lès-Remiremont.

## Géographie

### Localisation
La commune française de Vecoux fait partie du Massif des Vosges et occupe le début de la vallée de la Haute Moselle.
Vecoux se trouve une distance de 3 km de Dommartin-lès-Remiremont, 7 de Rupt-sur-Moselle et 11 de Remiremont.

### Communes limitrophes
Les communes limitrophes sont  Dommartin-lès-Remiremont, Rupt-sur-Moselle, Thiéfosse et Vagney.
| Dommartin-lès-Remiremont | Dommartin-lès-Remiremont | Vagney    |
| Dommartin-lès-Remiremont | Vecoux                   | Thiéfosse |
|                          | Rupt-sur-Moselle         |           |

### Géologie et relief
La plus grande partie du territoire communal est constituée par la vallée encaissée du Reherrey et les deux massifs forestiers qui l'encadrent. À l'extrême est, le col de Xiard (766 m), ouvrant sur Thiéfosse, n'est pas carrossable.
Le site du Massif vosgien, inscrit au titre de la loi du 2 mai 1930, regroupe 14 Schémas de cohérence territoriale (SCOT) qui ont tout ou partie de leur territoire sur le périmètre du massif des Vosges.

### Sismicité
Commune située dans une zone 3 de sismicité modérée.

### Hydrographie

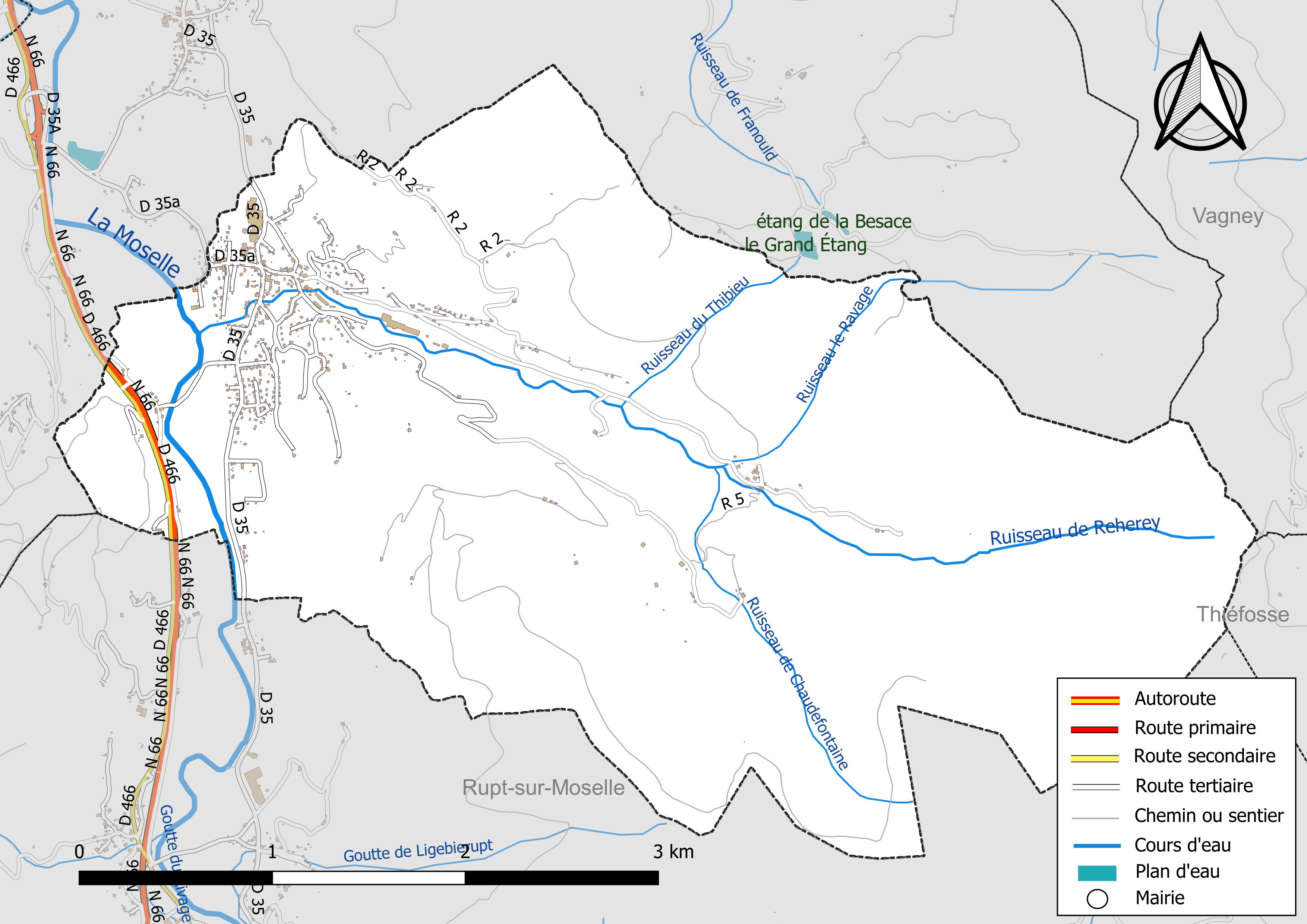
Réseaux hydrographique et routier de Vecoux.

Hydrogéologie et climatologie : Système d’information pour la gestion des eaux souterraines du bassin Rhin-Meuse :
Territoire communal : Occupation du sol (Corinne Land Cover); Cours d'eau (BD Carthage),
Géologie : Carte géologique; Coupes géologiques et techniques,
 Hydrogéologie : Masses d'eau souterraine; BD Lisa; Cartes piézométriques.
La commune est située dans le bassin versant du Rhin au sein du bassin Rhin-Meuse.
Elle est drainée :
par la Moselle,
le ruisseau de Reherey,
le ruisseau de Chaudefontaine,
le ruisseau du Thibieu
et le ruisseau le Ravage,,.
La Moselle, d’une longueur totale de 560 kilomètres, dont 315 kilomètres en France, prend sa source dans le massif des Vosges au col de Bussang et se jette dans le Rhin à Coblence en Allemagne.
La source thermale de Chaudefontaine émerge à proximité du ruisseau de Chaudefontaine avec une eau à 21 °C.
Le Syndicat intercommunal d'assainissement du Haut-des-Rangs couvre un territoire de cinq communes des Vosges : Rupt-sur-Moselle, Vecoux, Dommartin-lès-Remiremont, Saint-Amé, Le Syndicat.
La qualité des cours d’eau peut être consultée sur un site dédié géré par les agences de l’eau et l’Agence française pour la biodiversité.

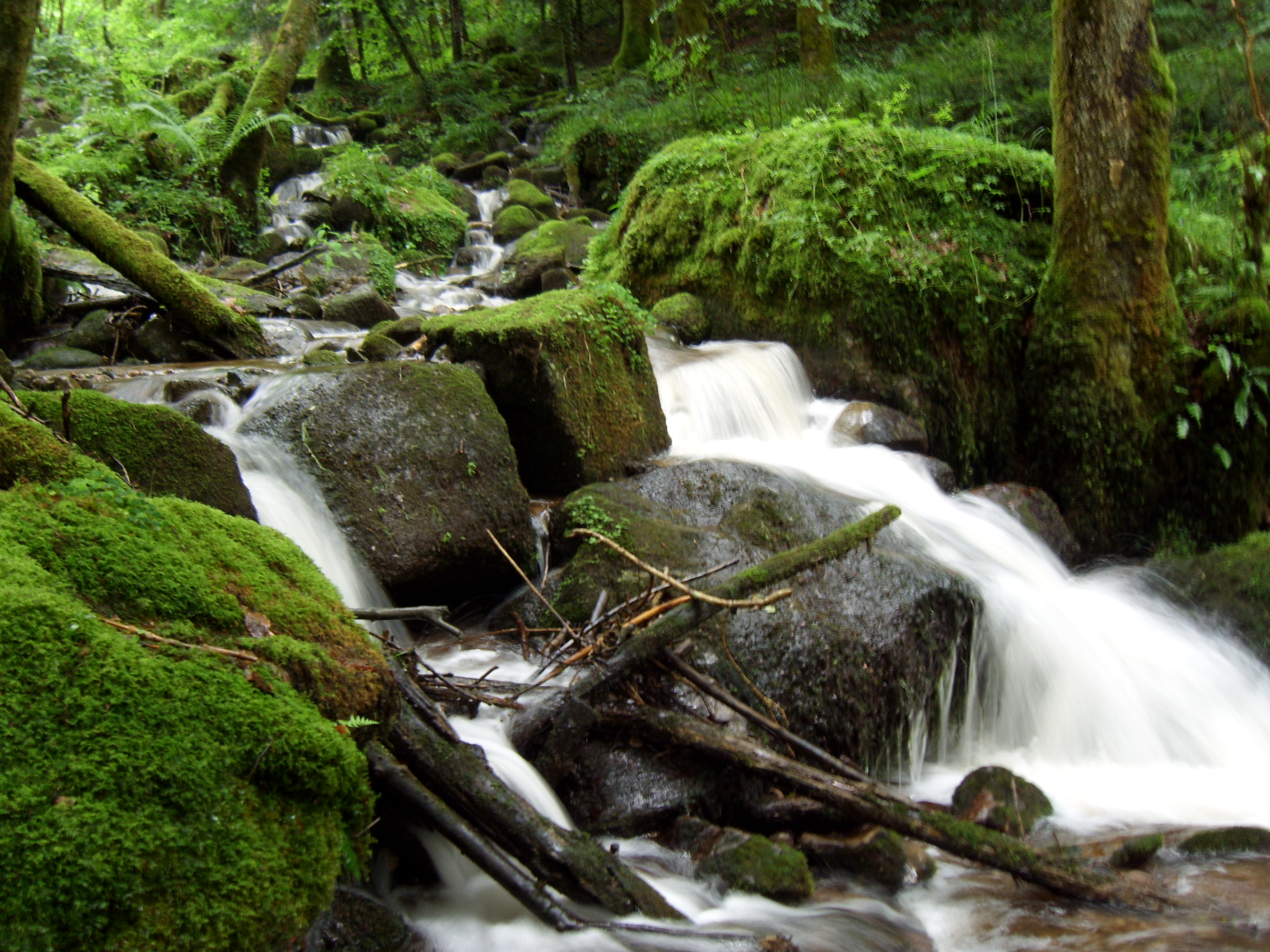
Ruisseau de Chaudefontaine.
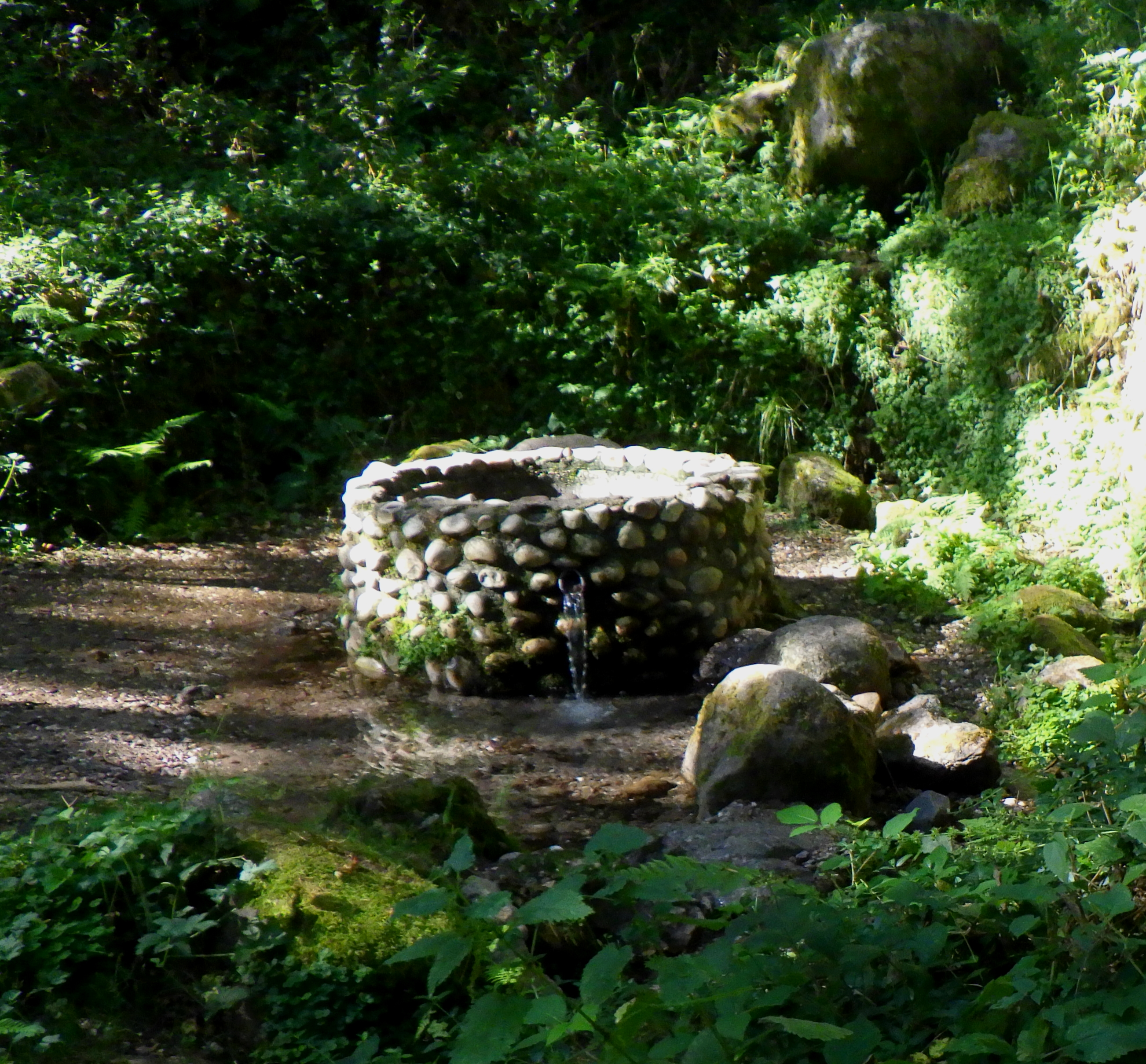
Source de Chaude-Fontaine, Reherrey.
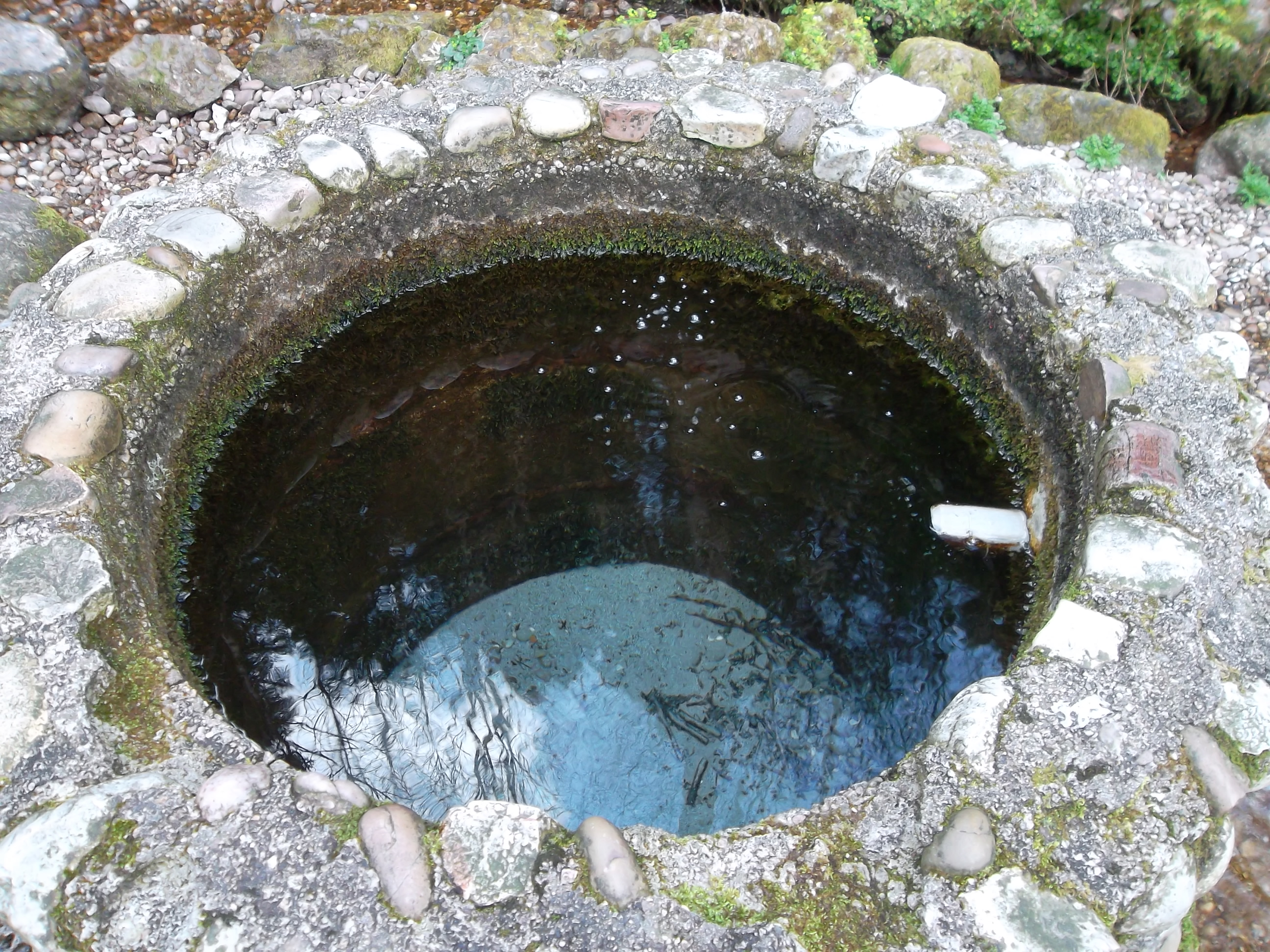
Source de Chaudefontaine.

### Climat
Pour des articles plus généraux, voir Climat du Grand Est et Climat des Vosges.
En 2010, le climat de la commune est de type climat de montagne, selon une étude du Centre national de la recherche scientifique s'appuyant sur une série de données couvrant la période 1971-2000. En 2020, Météo-France publie une typologie des climats de la France métropolitaine dans laquelle la commune est exposée à un climat semi-continental et est dans la région climatique Vosges, caractérisée par une pluviométrie très élevée (1 500 à 2 000 mm/an) en toutes saisons et un hiver rude (moins de 1 °C).
Pour la période 1971-2000, la température annuelle moyenne est de 9,5 °C, avec une amplitude thermique annuelle de 16,8 °C. Le cumul annuel moyen de précipitations est de 1 726 mm, avec 14 jours de précipitations en janvier et 11,3 jours en juillet. Pour la période 1991-2020, la température moyenne annuelle observée sur la station météorologique de Météo-France la plus proche, « Vagney », sur la commune de Vagney à 7 km à vol d'oiseau, est de 8,8 °C et le cumul annuel moyen de précipitations est de 1 472,7 mm. 
La température maximale relevée sur cette station est de 34,5 °C, atteinte le 25 juillet 2019 ; la température minimale est de −19,4 °C, atteinte le 20 décembre 2009,,.
Les paramètres climatiques de la commune ont été estimés pour le milieu du siècle (2041-2070) selon différents scénarios d'émission de gaz à effet de serre à partir des nouvelles projections climatiques de référence DRIAS-2020. Ils sont consultables sur un site dédié publié par Météo-France en novembre 2022.

## Urbanisme

### Typologie
Au 1er janvier 2024, Vecoux est catégorisée commune rurale à habitat dispersé, selon la nouvelle grille communale de densité à sept niveaux définie par l'Insee en 2022.
Elle appartient à l'unité urbaine de Remiremont, une agglomération intra-départementale regroupant six  communes, dont elle est une commune de la banlieue,,. Par ailleurs la commune fait partie de l'aire d'attraction de Remiremont, dont elle est une commune de la couronne,. Cette aire, qui regroupe 12 communes, est catégorisée dans les aires de moins de 50 000 habitants,.

### Occupation des sols
L'occupation des sols de la commune, telle qu'elle ressort de la base de données européenne d’occupation biophysique des sols Corine Land Cover (CLC), est marquée par l'importance des forêts et milieux semi-naturels (75,6 % en 2018), une proportion sensiblement équivalente à celle de 1990 (76 %). La répartition détaillée en 2018 est la suivante : 
forêts (75,6 %), zones agricoles hétérogènes (16,7 %), zones urbanisées (4,2 %), prairies (3,6 %).
L'évolution de l’occupation des sols de la commune et de ses infrastructures peut être observée sur les différentes représentations cartographiques du territoire : la carte de Cassini (XVIIIe siècle), la carte d'état-major (1820-1866) et les cartes ou photos aériennes de l'IGN pour la période actuelle (1950 à aujourd'hui).

### Planification de l'aménagement
La commune dispose d'un plan local d'urbanisme.

### Habitat et logement
En 2018, le nombre total de logements dans la commune était de 471, alors qu'il était de 458 en 2013 et de 450 en 2008.
Parmi ces logements, 86,2 % étaient des résidences principales, 6,8 % des résidences secondaires et 7 % des logements vacants. Ces logements étaient pour 74,8 % d'entre eux des maisons individuelles et pour 25 % des appartements.
Le tableau ci-dessous présente la typologie des logements à Vecoux en 2018 en comparaison avec celle des Vosges et de la France entière. Une caractéristique marquante du parc de logements est ainsi une proportion de résidences secondaires et logements occasionnels (6,8 %) inférieure à celle du département (9,7 %) et à celle de la France entière (9,7 %). Concernant le statut d'occupation de ces logements, 77,2 % des habitants de la commune sont propriétaires de leur logement (76 % en 2013), contre 64,2 % pour les Vosges et 57,5 % pour la France entière.
| Typologie                                               | Vecoux | Vosges | France entière |
| ------------------------------------------------------- | ------ | ------ | -------------- |
| Résidences principales (en %)                           | 86,2   | 79     | 82,1           |
| Résidences secondaires et logements occasionnels (en %) | 6,8    | 9,7    | 9,7            |
| Logements vacants (en %)                                | 7      | 11,3   | 8,2            |

### Voies de communications et transports

#### Voies routières

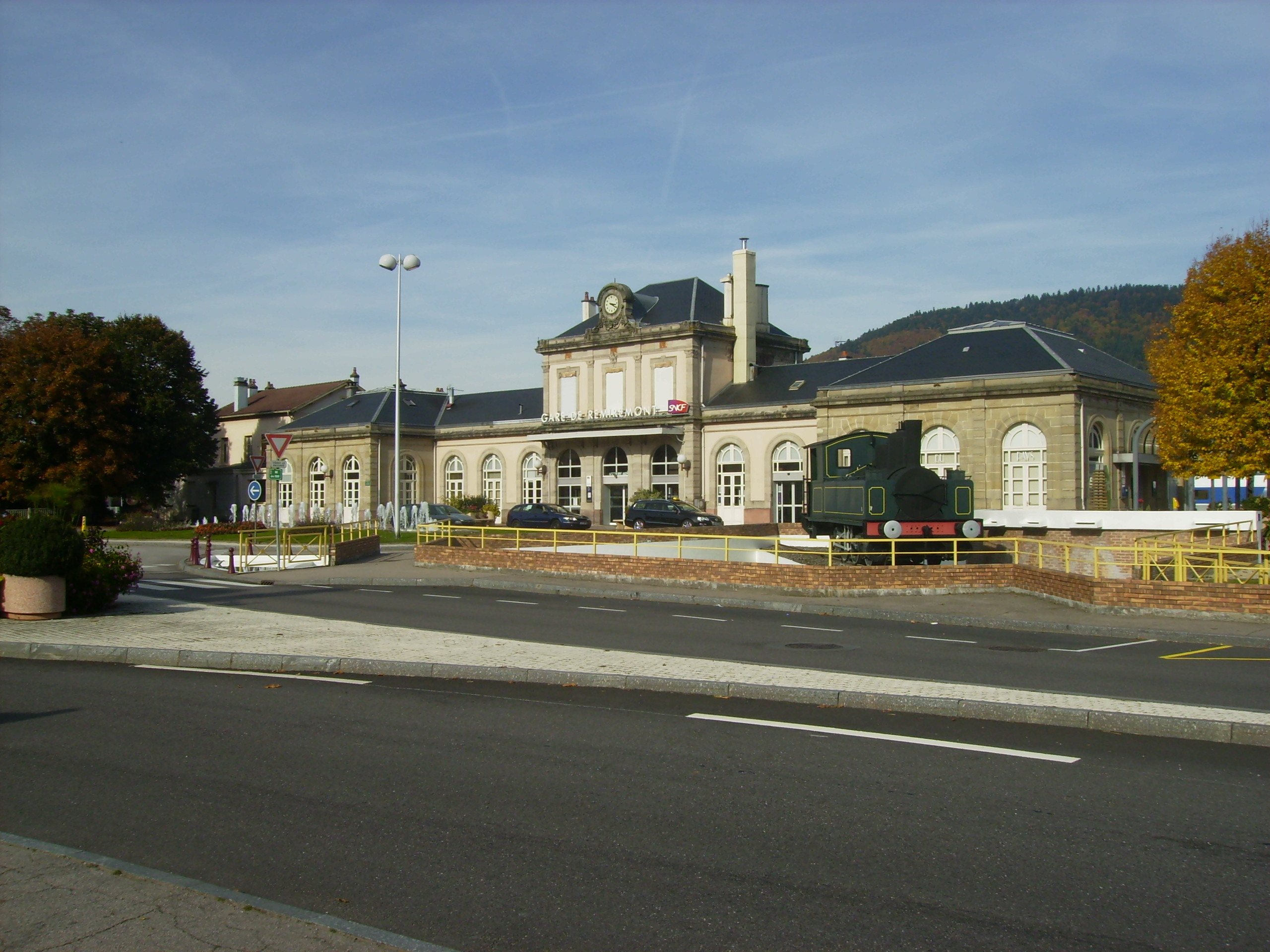
Place des Martyrs de la Résistance devant la gare de Remiremont.

Les communes limitrophes de Vecoux sont principalement Dommartin-lès-Remiremont au nord et à l'ouest, et Rupt-sur-Moselle au sud ; à l'est, Vagney et Thiéfosse partagent chacune quelque 500 m avec elle. Le village est bâti selon deux axes, la D 35 dans le sens nord-sud et la D 35A qui le relie à la nationale 66 en 2×2 voies à un kilomètre à l'ouest.

#### Transports en commun
La commune est desservie par le réseau régional de transports en commun "Fluo Grand Est".
La station de chemin de fer la plus proche est la Gare de Remiremont, où se trouve également une gare routière.
La voie verte des Hautes-Vosges emprunte le parcours de la voie déclassée de la ligne SNCF Remiremont-Bussang.

### Risques naturels et technologiques
Commune située dans une zone de sismicité modérée.

## Toponymie
Le nom de la localité est attesté sous les formes Vescouz (1296) ; Colins de Vecou (1371) ; Vescoux (XIVe siècle) ; Vescour (1416) ; Vecoul (1430) ; Vescoul (1454) ; Wescoul (1593) ; Vescou (1682) ; Vecoux (1711) ; Vecourt (1711) ; Vécoux (1753).

Ve en patois aurait le sens d'aval et Couô ou Kouô signifierait « chaussée d'étangs », Ve-couo signifierait : « étang d'en bas ». Le village de Vecoux est axé sur le ruisseau de Reherrey, affluent de la rive droite de la Moselle.
Les habitants sont appelés les Picosés comme leurs voisins de Dommartin (cependant le gentilé complet des habitants de Vecoux est « Picosés Sauvages » ce qui les différencie de ceux de Dommartin) car il est dit que, pendant la guerre de Trente Ans, les paroissiens affamés de Dommartin se sont nourris d'oseille qu'ils allaient cueillir à Celles, sur la commune de Saint-Amé. Ils reçurent alors le surnom de « Pic'oseille » qui a subi quelques modifications jusqu'à nos jours.

## Histoire
Par décret du 10 février 1858, les deux sections de Vecoux et de Reherrey sont, sur leur demande et en raison de leur éloignement du centre du village Dommartin, érigées en commune sous le nom de Vecoux.
La commune est issue du Ban de Longchamp dont la seigneurie était au chapitre de Remiremont qui englobait toutes les communautés de la vallée de la Moselle. À la suite d'une décision prise par l'assemblée provinciale de Lorraine, réunie à Nancy en 1787, on mit en place, en 1788, les municipalités rurales. On créa ainsi au ban de Longchamp, la commune de Dommartin, regroupant les quatre communes de Franould, la Poirie, Vecoux et Reherrey. Au spirituel, la commune dépendait de l’église de Dommartin, doyenné de Remiremont.
Le village de Vecoux est axé sur le ruisseau de Reherrey, affluent de la rive droite de la Moselle.

## Politique et administration

### Rattachements administratifs et électoraux

#### Rattachements administratifs
La commune se trouve depuis 1926 dans l'arrondissement d'Épinal du département des Vosges.
Elle faisait partie depuis sa création en 1858 du canton de Remiremont. Dans le cadre du redécoupage cantonal de 2014 en France, cette circonscription administrative territoriale a disparu, et le canton n'est plus qu'une circonscription électorale.

#### Rattachements électoraux
Pour les élections départementales, la commune fait partie depuis 2014 du canton du Thillot
Pour l'élection des députés, elle fait partie de la troisième circonscription des Vosges.

### Intercommunalité
Vecoux était membre de la communauté de communes de la Porte des Hautes-Vosges, un établissement public de coopération intercommunale (EPCI) à fiscalité propre créé en 2004 et auquel la commune avait transféré un certain nombre de ses compétences, dans les conditions déterminées par le code général des collectivités territoriales.
Dans le cadre des dispositions de la loi portant nouvelle organisation territoriale de la République du 7 août 2015, qui prévoit que les établissements publics de coopération intercommunale (EPCI) à fiscalité propre doivent avoir un minimum de 15 000 habitants, cette intercommunalité a fusionné avec sa voisine pour former, le 1er janvier 2017, la communauté de communes de la Porte des Vosges Méridionales, dont est désormais membre la commune.

### Liste des maires
| Période                                  | Période                         | Identité           | Étiquette | Qualité |
| ---------------------------------------- | ------------------------------- | ------------------ | --------- | --- |
| Les données manquantes sont à compléter. |                                 |                    |           | |
|                                          |                                 |                    |           | |
| 1880                                     | 1884                            | Auguste Antoine    |           | Industriel en textile                                                                                                 |
|                                          |                                 |                    |           | |
| août 1942                                |                                 | Henri Andreux      |           | Président des anciens combattants de 14-18 Président de la délégation spéciale instituée par le Gouvernement de Vichy |
|                                          |                                 |                    |           | |
| 1963                                     | 1981                            | René Antoine       |           | Agriculteur (Gendarme retraité)                                                                                       |
| mars 1983                                | juin 1995                       | Marc Defranoux     | SE        | |
| juin 1995                                | mars 2008                       | Danièle Hossenlopp |           | Secrétaire de direction                                                                                               |
| Mars 2008                                | Juillet 2020                    | Martial Mange      |           | Agent SNCF en retraite                                                                                                |
| juillet 2020,                            | En cours (au 26 septembre 2023) | Jean-Paul Miclo    | SE        | Agriculteur en retraite, petit-fils de Henri Andreux                                                                  |

### Budget et fiscalité 2022
En 2022, le budget de la commune était constitué ainsi :
Pour 895 habitants.
- Total des produits de fonctionnement : 678 000 €, soit 771 € par habitant
- Total des charges de fonctionnement : 668 000 €, soit 760 € par habitant
- Total des ressources d'investissement : 250 000 €, soit 284 € par habitant
- Total des emplois d'investissement : 147 000 €, soit 167 € par habitant
- Endettement : 465 000 €, soit 529 € par habitant.

Avec les taux de fiscalité suivants :
- taxe d'habitation : 12,13 % ;
- taxe foncière sur les propriétés bâties : 42,14 % ;
- taxe foncière sur les propriétés non bâties : 34,48 % ;
- taxe additionnelle à la taxe foncière sur les propriétés non bâties : 0,00 % ;
- cotisation foncière des entreprises : 0,00 %.

Chiffres clés Revenus et pauvreté des ménages en 2021 : médiane en 2021 du revenu disponible, par unité de consommation : 22 650 €.

## Équipements et services publics

### Enseignement
Établissements d'enseignements :
- école maternelle ;
- école primaire ;
- collèges à Rupt-sur-Moselle, Vagney, Remiremont ;
- lycées à Remiremont.

### Santé
Professionnels et établissements de santé :
- médecins à Dommartin-lès-Remiremont, Remiremont, Saint-Étienne-lès-Remiremont ;
- pharmacies à Dommartin-lès-Remiremont, Remiremont, Saint-Étienne-lès-Remiremont ;
- centre hospitalier de Remiremont.

## Population et société

### Démographie
L'évolution du nombre d'habitants est connue à travers les recensements de la population effectués dans la commune depuis 1856. Pour les communes de moins de 10 000 habitants, une enquête de recensement portant sur toute la population est réalisée tous les cinq ans, les populations de référence des années intermédiaires étant quant à elles estimées par interpolation ou extrapolation. Pour la commune, le premier recensement exhaustif entrant dans le cadre du nouveau dispositif a été réalisé en 2007.

En 2022, la commune comptait 863 habitants, en évolution de −1,26 % par rapport à 2016 (Vosges : −2,96 %, France hors Mayotte : +2,11 %).
| 1856 | 1861 | 1866 | 1876 | 1881 | 1886 | 1891 | 1896  | 1901  |
| ---- | ---- | ---- | ---- | ---- | ---- | ---- | ----- | ----- |
| 889  | 943  | 804  | 863  | 890  | 872  | 994  | 1 105 | 1 155 |

| 1906  | 1911  | 1921 | 1926  | 1931  | 1936 | 1946 | 1954 | 1962 |
| ----- | ----- | ---- | ----- | ----- | ---- | ---- | ---- | ---- |
| 1 267 | 1 123 | 953  | 1 014 | 1 004 | 879  | 855  | 912  | 743  |

| 1968 | 1975 | 1982 | 1990  | 1999  | 2006  | 2007  | 2012 | 2017 |
| ---- | ---- | ---- | ----- | ----- | ----- | ----- | ---- | ---- |
| 679  | 679  | 879  | 1 030 | 1 097 | 1 013 | 1 001 | 914  | 870  |

| 2022 | - | - | - | - | - | - | - | - |
| ---- | - | - | - | - | - | - | - | - |
| 863  | - | - | - | - | - | - | - | - |

### Cultes
- Culte catholique, Paroisse Saint-Amé des 3 vallées[43], Diocèse de Saint-Dié.

## Économie

### Entreprises et commerces

#### Agriculture
De l’agriculture d’autrefois ne subsistent que deux exploitations, dont une biologique, préservant la ruralité du village.

#### Tourisme
- Nombreux sentiers de randonnées et VTT du Club vosgien Rupt Vecoux Ferdrupt[44].
- Animation et vie locale par diverses associations[45].
- Gîtes de France[46].
- Chambres d'hôtes[47].
- Restaurants[48],[49].

#### Commerces et services
- Des entreprises petites et moyennes et de nombreux artisans constituent le tissu économique. La plus grande entreprise est une fabrique d'emballages plastiques[50].

## Culture locale et patrimoine

### Lieux et monuments

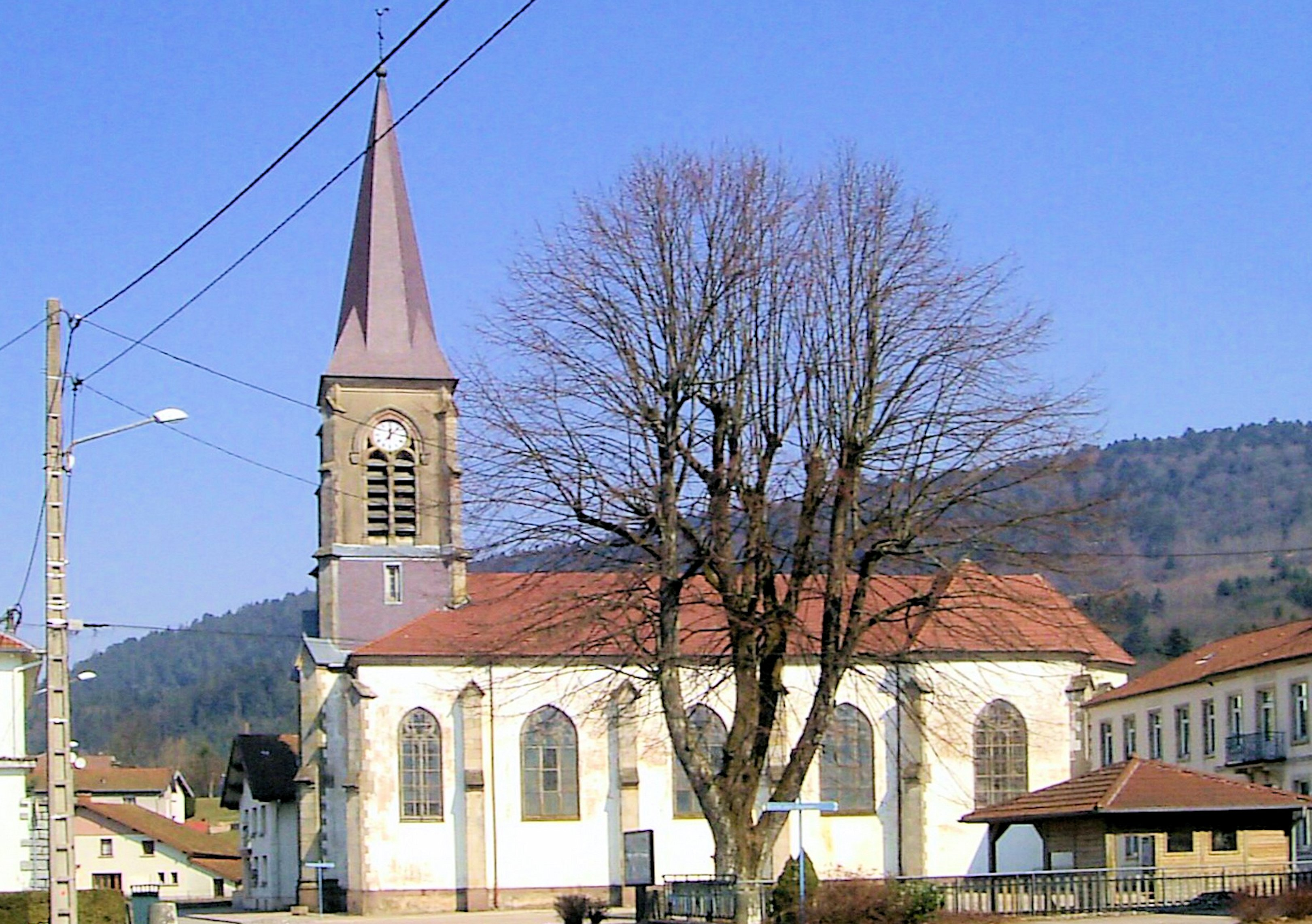
L'église Saint-Louis de Vecoux.
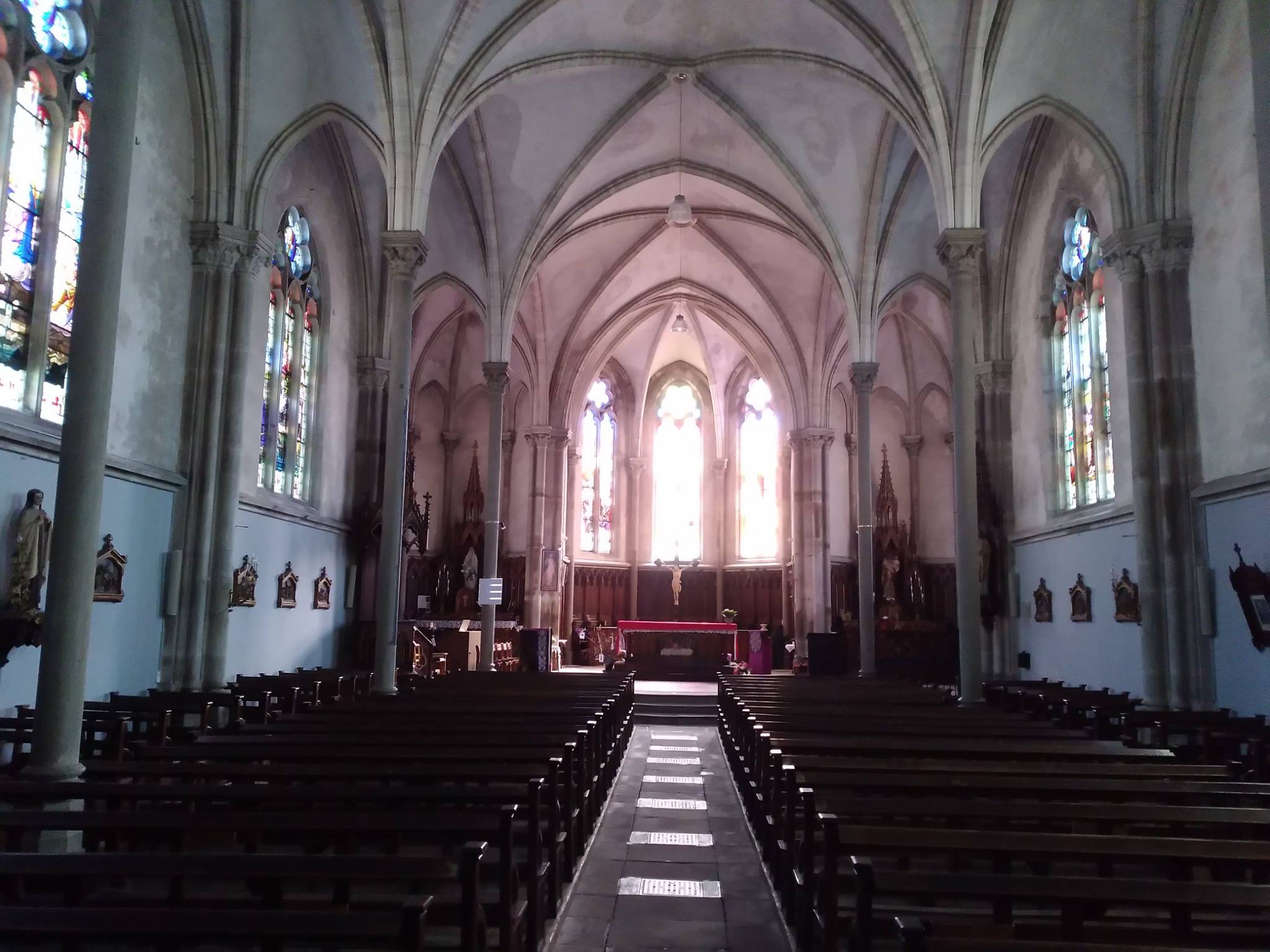
Intérieur de l'église Saint-Louis.

- L'église Saint-Louis
  - son orgue[51],[52],[53],[54],
  - Vitrail patriotique[55].
- Monument aux morts[56] - Conflits commémorés : Guerres de 1914-1918 et 1939-1945,
  - la plaque commémorative[57],
  - la stèle de Maurice Perriol, sur la commune de Gérardmer. Il a été abattu par les Allemands, le 28 septembre 1944. Né en 1919, le jeune homme était cultivateur à Vecoux et accompagnait des maquisards dans leur mission[58].
- Le point de vue sur le bas de la vallée depuis le tumulus : table d'orientation et vue jusqu'au Plan d’eau de Remiremont.

## Pour approfondir